# Pere Cuatrecasas Sabata
Pere Cuatrecases Sabata (Barcelona, 1929-2001) fou dirigent esportiu d'entitats relacionades amb el golf.
Practicà el golf al Club de Golf Sant Cugat i al Club de Golf Llavaneres i el 1971 va ser un dels impulsors del Club de Golf Vallromanes, i en fou president del 1975 al 1985. Va ser elegit president de la Federació Catalana de Golf el 25 de març de 1985. Durant el seu mandat va promocionar la pràctica del golf en les categories infantil i juvenil, i la federació va viure un augment de llicències i de camps, entre ells el Golf Can Sant Joan, dissenyat per Severiano Ballesteros i el primer de titularitat pública que el 1994 es va construir a Catalunya entre els termes municipals de Sant Cugat del Vallès i Rubí. El Campionat de Catalunya interclubs boys-girls porta el seu nom, així com un torneig social del CG Vallromanes.